# Domino's Pizza
Domino's Pizza, Inc. är världens största internationella pizzakedja grundad 1960 med butiker i över 70 länder.
I Norden finns Domino's Pizza i Norge, Danmark, Sverige och på Island med totalt 27 butiker, varav 14 i Sverige. Sveriges första Domino's-restaurang öppnades i Mobilia i Malmö den 1 December 2016. Genom franchising har Domino's Pizza över 1 700 franchisetagare och är arbetsgivare åt 140 000 människor som arbetar i mer än 8 200 restauranger över hela världen. Företaget har sitt huvudkontor i Michigan i USA.